# Ulugbegova observatoř

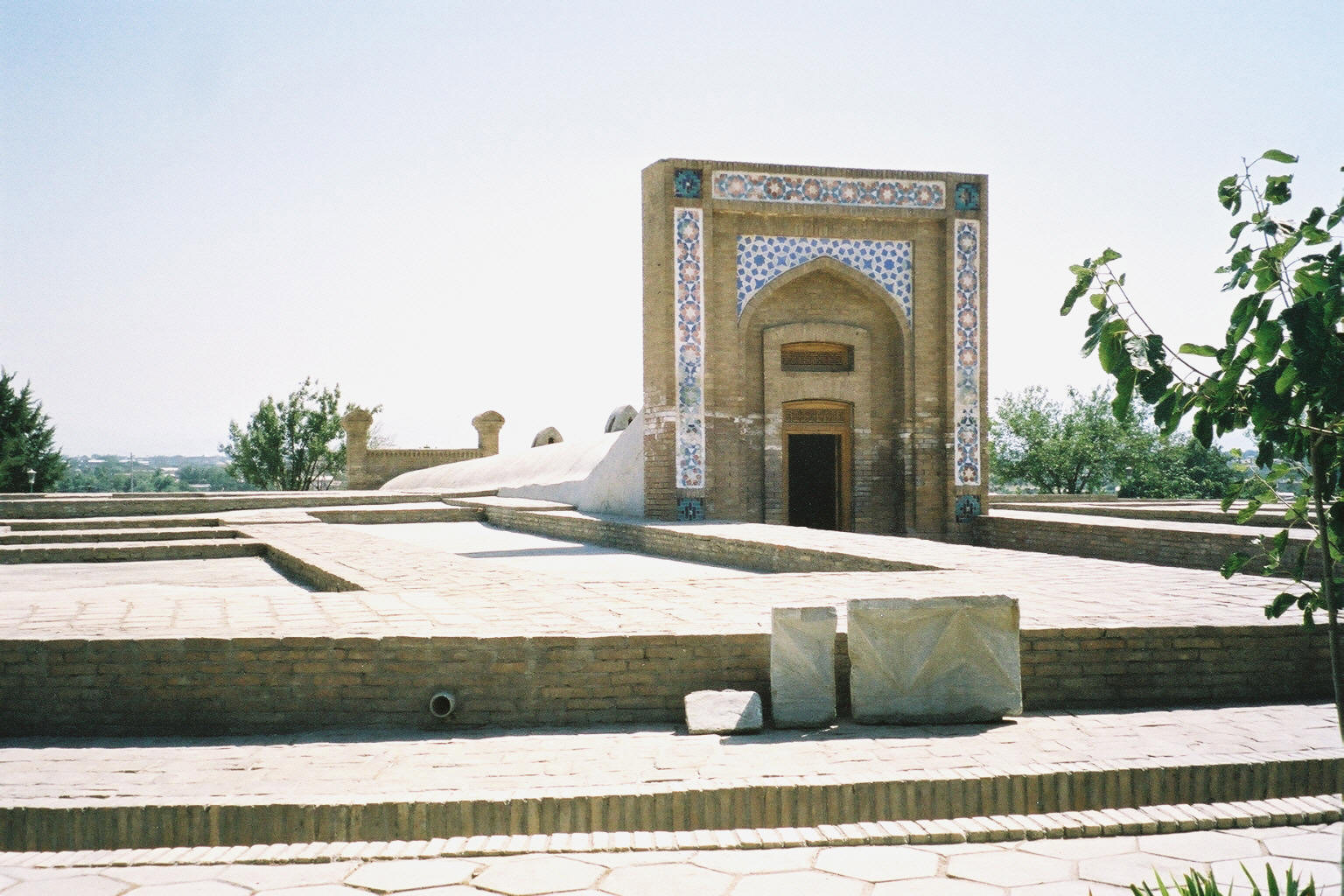
Ulugbegova obsevatoř v roce 2001

Ulugbegova observatoř je observatoř nacházející se v Samarkandu v Uzbekistánu. Byla postavena první čtvrtině 15. století a je považována za jednu z nejvýznamnějších observatoří v islámském světě v období evropského středověku. Nechal ji postavit vládce a astronom Ulugbeg. Mezi islámské astronomy, kteří na observatoři pracovali, patří Al-Kashi, Ali Qushji a sám Ulugbeg. Ulugbegova observatoř byla proslavená také jako Samarkandská observatoř a přinášela ve své době nové objevy v matematice a astronomii. Hvězdárna byla zničena v roce 1449 a znovu objevena v roce 1908. 

## Stavebník
Ulugbeg, vnuk sultána Tamerlána, se stal vládcem Samarkandu v 15. století. Ulugbeg byl nejen vládce, ale i vzdělaný astronom a matematik. Sám učil mnoho významných astronomů; jedním z nich byl i matematik, astronom a fyzik Ali Kušdži (Ala al-Dīn Ali ibn Muhammed).

## Stavba
Observatoř byla vybudována kolem roku 1422, ale pravděpodobně již od let 1408–1410 se v Samarkandu studovalo a bádalo v oblasti astronomie. Při určování dat se vychází z dopisů jednoho z astronomů – Al-Kašiho otci. 
Samotná stavba observatoře se lišila od ostatních postavených hvězdáren ve své době. Ulugbeg na výstavbu potřeboval zkušeného architekta, a tak kontaktoval Qazizada-I Rumiho a požádal ho, aby našel zkušeného stavitele. Qazizada-I Rumi doporučil Al-Kašiho, jenž byl nejen matematik, ale i astronom a architekt – kromě jiných bádání vytvořil spis, kombinující teorii a praxi, který stavitelé skutečně používali. Vzorem pro stavbu byla observatoř v Meraghe. Ulugbegova hvězdárna byla postavena na kopci, budova byla válcovitého tvaru o průměru cca 42 metrů a o výšce 30 až 35 metrů, sextant byl umístěn uprostřed toho válce. Budova byla postavena z cihel, což je snadno dostupný materiál, ale snadněji zničitelný. Kvůli výšce stavby byla polovina sextantu umístěna do podzemí budovy. Podle poloměru sextantu by výška musela být tak velká, aby to mohlo způsobit, že budova bude příliš vysoká a může potenciálně spadnout. Tento problém dokázali vyřešit vybudováním poloviny sextantského podzemí. To umožnilo zachovat velikost sextantu, aniž by výška byla nebezpečně vysoká.
Tato observatoř byla vzorem pro indické tzv. Jantarmantary, které byly vybudovány ve městech Dillí, Džajpur, Udždžain a Váránasí a v Mathuře, kde byla ale v roce 1857 zbourána.

## Astronomové
Do observatoře pozval Ulugbeg více než 60 matematiků a astronomů a Al-Kaši byl jmenován prvním ředitelem observatoře. Mezi nejznámější z nich patřil právě Al-Kaši, Salah al-Din Qadi Zada Rumi a Ali Qushiji. Hvězdárna Samarkand byla místem, kde mohli astronomové a matematici spolupracovat při hledání nových objevů.

## Zij
Zij (Zīj-i Sultānī, persky زیجِ سلطانی‎)je astronomická tabulka, jež byla vytvořena v Ulugbegově observatoři a která se skládá z numerických tabulek a vysvětlení, která astronomům umožňují vypočítat jakékoli problémy, se kterými se setkají. Měla by poskytnout dostatek informací, aby pochopili, jak měřit čas a jak počítat pozice planet a hvězd. Zij může také obsahovat důkaz pro matematiku a teorie obsažené v tabulkách.
Ulugbeg v ní určil délku tropického roku jako 365 d 5 h 49 m 15 s, s chybou jen +25 s, takže byl přesnější než odhad Mikuláše Koperníka, který měl chybu +30 s. Ulugbeg také určil axiální náklon Země jako 23; 30,17 stupňů v šestnáctkové notaci, která se v desítkové notaci převede na 23,5047 stupňů.